# Mikalojus Konstantinas Čiurlionis
Mikalojus Konstantinas Čiurlionis (Senoji Varena, 22. rujna 1875. – Pustelnik, 10. travnja 1911.), litavski slikar i skladatelj. U svom kratkom životu skladao je više od 200 glazbenih djela i naslikao oko 300 slika. Većina njegovih slika pohranjena u Zemaljskomu muzeju u Kaunasu. Njegov rad uvelike je utjecao na razvoj moderne litavske kulture.
Čiurlionis je bio najstariji od devetero djece Konstantina i Adele. Obitelj se preselila u mjesto Druskininkaj 1878., gdje je njegov otac dobio posao. Mikalojus Konstantinas Čiurlionis studirao je glasovir i kompoziciju na Konzervatoriju u Varšavi, između 1894. i 1899. godine. Između 1901. i 1902. studirao je kompoziciju na Konzervatoriju u Leipzigu, a između 1904. i 1906., slikarstvo na Umjetničkoj školi Varšavi. Bio je jedan od pokretača prve litavske izložbe 1907., nedugo nakon što je osnovano Litavsko udruženje umjetnika.
Po njemu je nazvano otočje na sjeveru Rusije, vrh u gorju Pamir i asteroid #2420.

## Galerija slika
- Anđeo (1908. – 1909.)
- Jarac (1904.)
- Priča o kraljevima (1904. - 1905.)
- Brod u magli (1906.)
- Jutro (1904.)
- Bajka (1907.)
- Dvorac (1909.)
- Kralj (1909.)
- Križevi Samogitije (1909.)
- Zima IV. (1906. - 1907.)